# Taygete altivola
Taygete altivola är en fjärilsart som beskrevs av Edward Meyrick 1929. Taygete altivola ingår i släktet Taygete och familjen stävmalar. Inga underarter finns listade i Catalogue of Life.